# Жамбыл (Алакольский район)
Жамбыл (каз. Жамбыл) — село в Алакольском районе Жетысуской области Казахстана. Входит в состав Кабанбайского сельского округа. Код КАТО — 193459200.

## Население
В 1999 году население села составляло 190 человек (105 мужчин и 85 женщин). По данным переписи 2009 года, в селе проживали 133 человека (59 мужчин и 74 женщины).